# Schizosmittina cinctipora
Schizosmittina cinctipora är en mossdjursart som först beskrevs av Walter Douglas Hincks 1883.  Schizosmittina cinctipora ingår i släktet Schizosmittina och familjen Bitectiporidae. Inga underarter finns listade i Catalogue of Life.